# En la arena estelar
En la arena estelar, también Rebelión en la galaxia o Polvo de estrellas (título original en inglés: The Stars, Like Dust; literalmente: Las estrellas, como polvo) es una novela de ciencia ficción de Isaac Asimov, publicada por primera vez en 1951. Su título alude al polvo interestelar que impide la visión de las estrellas en la Nebulosa Cabeza de Caballo, región de la Vía Láctea donde tiene lugar la mayor parte de la historia.
Es la primera novela de la Serie del Imperio Galáctico, encuadrada en el Universo de la Fundación.

## Contexto
Los acontecimientos del libro se ubican cronológicamente antes de la formación del Imperio Galáctico e incluso aún antes de que Trántor se convierta en un planeta importante en la política interestelar. La narración comienza con un joven que asiste la Universidad de la Tierra, llamado Biron Farrill, quien es el hijo del mayor noble del planeta Nefelos, que es uno de los Reinos Nebulares. La historia comienza con las noticias que su padre ha sido apresado y ejecutado conspirando contra Tyrann. 
Los tyrannios, procedentes del planeta Tyrann, constituyen un Imperio menor que gobierna 50 planetas cercanos a la Nebulosa Cabeza de Caballo. Tyrann suprimió la ciencia y la navegación espacial en la Nebulosa, buscando mantener el control de los planetas más importantes de la Nebulosa. El soberano de Tyrann utiliza el título de Kan. Asimov obviamente tomó el dominio mongol sobre los principados rusos como un modelo para esta historia, de forma similar cuando usó al Imperio romano como base para el decadente Imperio Galáctico de la Serie de la Fundación.
El contexto en el Universo histórico de la Saga generalmente es considerado como bastante interesante, durante el largo período entre el comienzo de la Segunda Oleada de Colonización promovida por Elijah Baley y el ascenso al predominio galáctico del Imperio de Trántor. No obstante, la acción principal en la novela gira alrededor de una pequeña intriga que realmente no resuelve nada. Por consiguiente, En la Arena Estelar es considerada como una de las novelas menores de Asimov y el mismo Asimov la consideraba como su peor novela.
La historia se ubica cronológicamente mucho antes de la época en la que se sitúa el libro Un guijarro en el cielo, aunque fuera escrito un año más tarde. Trántor directamente no es mencionado, siendo localizado lejanamente, pues al parecer apenas habría sido colonizado y antes de su primera gran ola de expansión territorial. La radiactividad de la Tierra es explicada aquí como el resultado de una guerra nuclear inespecificada, lo cual contradice lo que Asimov más tarde escribió en Robots e Imperio. Se podría suponer que la historia sobre la radioactividad de la Tierra se habría hecho confusa durante los siglos ocurridos desde los hechos relatados en la última novela de la Serie de los Robots - muchos de los habitantes de los planetas de la Nebulosa Cabeza de Caballo ahora lo creen luego de la expedición de un tal Horace Hedd. Además, existen otras teorías sobre la radioactividad de la Tierra. Y cuando Biron finge en Rhodia que él viene de la Tierra, ésta no es reconocida, y él tiene que identificarlo como "un pequeño planeta del Sector Sirio". 
De otra parte, cuando Asimov escribió Robots y Imperio, él posiblemente modificó su versión de la "historia futura" para satisfacer sus propios objetivos - sobre todo desechando estas afirmaciones procedentes de una novela menor suya. 

## Argumento
La acción se desarrolla cuando hay sólo 1099 planetas colonizados en la Galaxia. El planeta Tyrann (evidente alusión a la tiranía), ha conquistado 50 planetas en la región de la Nebulosa Cabeza de Caballo, entre los cuales los más poderosos son Nefelos, Rhodia y Lingane. Al comienzo de la historia el protagonista Biron Farrill, hijo del ranchero (administrador) de Widemos en Nefelos, está estudiando en una universidad de la Tierra. La mayoría de la superficie del planeta, devastado por una guerra nuclear, es inhabitable por su radiactividad. Biron se entera allí que su padre ha sido ejecutado por oponerse a los tyrannios.
En búsqueda de aliados para defenderse del Comisario de Tyrann Simok Aratap y luchar por la independencia, Biron acude al Director de Rhodia Hinrik V oth Hinriad y al autarca de Lingane Sander Jonti, con inesperados resultados. Un sub-argumento implica una búsqueda para un documento antiguo que ayudará en un futuro al "Imperio aún a ser" (probablemente Trántor) a gobernar la Galaxia - el documento en última instancia para ser revelado es la Constitución de los Estados Unidos. 
Asimov explica en su autobiografía que la génesis del subargumento de la Constitución fue dispuesta por H. L. Gold, redactor de la revista de ciencia ficción Galaxy. Asimov sintió que el juicio de Gold estaba defectuoso al atribuir demasiado poder a la Constitución como un documento. Asimov más tarde consideró la premisa sumamente improbable, y se hizo molestado con Gold por haberlo convencido de insertar el subargumento en la novela. Independiemente de la opinión de Asimov de la novela, él nunca en realidad lo retiró de la publicación.

## Personajes
- Biron Farrill - Hijo del Ranchero de Widemos (Administrador del planeta Nefelos). Estudia en la Tierra, tiene nociones básicas de pilotaje de naves y es inteligente y perspicaz. Al igual que su padre, es admirado y respetado por las fuerzas contrarias al Imperio de Tyrann. Sufre lo que parece un atentado contra su vida, así como las conspiraciones de Sander Jonti. Al principio del libro se entera de que su padre ha sido detenido por rebelarse contra las fuerzas de ocupación (luego se enterará de su ejecución).
- Simok Aratap - Comisionado de Tyrann en Rhodia y delegado del Kan. Es brillante y tranquilo. Descubre la rebelión contra Tyrann y busca el planeta donde se encuentra su base secreta.
- Hinrik Hinriad - Director de Rhodia. Es el gobernador de varios mundos ocupados por Tyrann. De carácter miedoso y débil oculta un gran secreto.
- Artemisia Hinriad - Hija del Director de Rhodia. Vivirá un romance con Biron que acabará en matrimonio.
- Gillbret Hinriad - Primo del Director de Rhodia. Es alegre y algo desequlibrado. En un viaje hacia Tyrann años atrás sufre un accidente y acaba en la base secreta de la rebelión. Por él, todos buscarán dicha base, unos para unirse a ella y otros para destruirla.
- Sander Jonti (Autarca de Lingane): Conspira para rebelarse contra Tyrann e intenta seducir a Artemisia.
- Tedor Rizzett: Coronel de las Fuerzas Armadas de Lingane, lugarteniente de Jonti y finalmente aliado de Biron Farril.